# Rudolf Sikora
Rudolf Sikora (* 17. dubna 1946 Žilina) je slovenský malíř, kreslíř, grafik, fotograf, sochař a bývalý pedagog. Je jednou z hlavních postav současného konceptuálního umění na Slovensku, a jedním z nejvýznamnějších postav českého a slovenského výtvarného umění 20. století. Během normalizace byl aktivní na neoficiální – alternativní umělecké scéně. Pedagogicky působil na několika vysokých školách, byl jedním z iniciátorů vzniku Veřejnosti proti násilí. V roce 2016 byl oceněn Pribinovým křížem I. třídy.

## Životopis

### Mládí a studium
Narodil se 17. dubna 1946 v Žilině do rodiny matematika a úřednice. Vyrůstal na Spiši, později se s rodinou přestěhoval zpátky do Žiliny, kde studoval na střední všeobecně vzdělávací škole. V letech 1963-1969 studoval na Vysoké škole výtvarných umění v Bratislavě, dva roky paralelně studoval scénografii na Vysoké škole múzických umění v Bratislavě. Studium na VŠVÚ absolvoval pod vedením profesora Petra Matějky na Oddělení monumentálního malířství a gobelinu.

### Raná tvorba
Sikora vstoupil na výtvarnou scénu v politicky uvolněném období, koncem 60. let 20. století. Po absolvání VŠVU debutoval v roce 1969 na vlastní výstavě Topografie v Galerii mladých na Mostové ulici v Bratislavě, kde vystavovali například i Július Koller či Juraj Meliš. V Topografiích Sikora zužitkoval specifický druh informací jako topografické náčrty, mapy a plány, s nimiž pracoval během studia. Už v tomto díle se začal projevovat jeho zájem o ekologická témata. Po srpnu 1968 Galerii mladých zavřeli a po přestavbě ji dostal pod zprávu Socialistický svaz mládeže.

### 70. léta
V létě roku 1977 se setkal s českým spisovatelem a jedním z organizátorů Charty 77 Eugenem Brikciem, který ho požádal o podpis. Sikora nabídku odmítl, protože se nechtěl vystavit nutnosti emigrovat.
V roce 1979 se Sikora s dalšími výtvarníky zúčastnil generační výstavy v Ústavu technické kybernetiky Slovenské akademie věd. Výstava se stala základem pro vznik umělecké skupiny AR, jejímž členem se však Sikora nestal.

#### 1. otevřený ateliér
Významnou aktivitou umělecké scény byla výstava nazvaná 1. otevřený ateliér 19. listopadu 1970 v ateliéru v jeho domě na Tehelné ulici č.j. 32 v Bratislavě, která předznamenala nástup silné generace tvůrců. Šlo o vědomý protestní projev proti mocenským zásahům, který vznikl jako spontánní akce z iniciativy samotných výtvarníků. Zúčastnilo se ho 19 umělců se zákazem veřejně vystavovat: Milan Adamčiak, Peter Bartoš, Václav Cigler, Robert Cyprich, Milan Dobeš, Igor Gazdík, Viliam Jakubík, Julius Koller, Ivan Kříž-Vyrubiš , Vladi, Marián Mudroch, Jana Shejbalová-Želibská, Rudolf Sikora, Ivan Štěpán, Dezider Tóth a Miloš Urbásek. Vernisáže se zúčastnil i český teoretik umění Jindřich Chalupecký.
Ateliér byl otevřen 19. listopadu 1970 v 17.00, druhý den přišla Státní bezpečnost a Sikoru kvůli nepovolenému setkání od rána vyslýchali. Záminkou byla i provokativní instalace prázdných konzerv s nápisem Atmosféra 1970 - nedýchatelné, která však byla společným dílem Jakubíka, Kordoše a Murdocha.
Incidentem začalo postupné přesouvání uměleckých aktivit z veřejných prostor do soukromí ateliérů. Událost se stala známou a konceptuální autoři se na Tehelné ulici v rámci neoficiální scény nadále setkávali, což vedlo ke vzestupu konceptuálního umění na Slovensku. Sikoru také vyloučili z kandidátství do Svazu výtvarných umělců, v období normalizace dostal zákaz vystavovat a neustále jej vyšetřovali příslušníci StB.
Sikorův bratislavský dům na Tehelné ulici byl v roce 1975 zbourán kvůli výstavbě nemocnice. Sikora s rodinou dostal od státu náhradní byt, ale výstavy v něm už neorganizoval. V roce 1976 zorganizoval u příležitosti ekologické konference na Smolenickém zámku veřejnou výstavu. Na konferenci přednesl příspěvek o podílu umělecké tvorby na formování ekologického myšlení. Nadále se podílel na tvorbě oficiální "závadné tvorby", například na kolaboračním albu Symposion III in memoriam Miloš Laky (1976).

### 80. léta
V roce 1983 byl Sikora spolu s dalšími bývalými posluchači Petra Matejku vyloučen z výstavy k Matejkovu jubileu na půdě Slovenské národní galerie. Událo se tak z podnětu Ľubomíra Podušela, který byl náměstkem ředitele SNG.
V roce 1988 Sikora s mladými postmoderními autory Gabrielem Hošovským, Martinem Knutom a Milošem Novákem založil uměleckou skupinu Sysygie. Tvorba sdružení směřovala k "redukci expresivních motivů, uplatňování strategií vyprazdňování a sociální vybledlosti se snahou o definování problémů souvisejících s identitou. " Skupinu postupně akceptovali oficiální galerie a po listopadu 1989 vystavovali zejména v Galerii M+ na Laurinské ulici v Bratislavě. Seskupení ukončilo svou činnost v roce 1990.
Sikora byl v roce 1988 přijat do Svazu slovenských výtvarných umělců na příkaz předsedy a bývalého ministra kultury Miroslava Válka.

#### Vznik Veřejnosti proti násilí
Během studentských demonstrací 17. listopadu 1989 byl doma a pracoval. 19. listopadu se na popud informací o policejních zásazích vůči protestujícím rozhodl svolat několik přátel do výstavní síně Umělecké besedy v Bratislavě, kde měl tehdy výstavu. Po telefonátu s Miroslavem Cipárem, tehdejším předsedou městské organizace svazu umělců se nejprve setkal s více výtvarníky a dalšími osobnostmi v ateliéru v Kyparově bytě, kde společně sepsali kritické prohlášení. Následně zúčastnění pozvali další osobnosti do Umělecké besedy, kde se nakonec setkalo přibližně 500 osob. Téměř 400 z pozvaných nakonec podepsalo i připravené veřejné prohlášení z Cíparova bytu. Po různých organizačních záležitostech bylo ve večerních hodinách založeno hnutí Veřejnost proti násilí.
Sikora deklaroval lítost, že o vzniku VPN nedali hned vědět lidem v Praze, což mohlo zabránit pozdější nedůvěrě vůči VPN ze strany Občanského fóra.

### 90. léta a současnost
V porevolučních letech Sikora pracoval jako poradce prvních polistopadových ministrů kultury, Ladislava Chudíka a Ladislava Snopka. V dubnu 1990 z ministerstva az VPN odešel, důvodem bylo rozhodnutí věnovat se naplno výtvarné tvorbě.
Od roku 1990 působil jako profesor na Vysoké škole výtvarných umění v Bratislavě, kde učil až do roku 2004. V letech 2003 až 2011 přednášel na Fakultě umění Technické univerzity v Košicích. Externě vyučoval také na Akademii výtvarných umění (AVU) a Filmové a televizní fakultě Akademie múzických umění (FAMU) v Praze.

## Soukromý život
Jeho manželkou a celoživotní partnerkou byla historička umění Eugénia Sikorová (1946–2019), která pedagogicky působila na Vysoké škole múzických umění, i jako asistentka scénografa prof. Ladislava Vychodila.
V roce 2020 se oženil podruhé, vzal si novinářku Tinu Čornou.
Rudolf Sikora má tři sourozence, jeho bratrem je historik PhDr. Stanislav Sikora, CSc.

## Ceny a ocenění
- 1991, cena na Trienále grafiky, Krakov, Polsko
- 2012, Cena Nadace Tatra banky za umění
- 2016, Pribinův kříž I. třídy

## Tvorba

### Náměty
Sikora se už v 70. letech věnoval ekologickým a kosmickým námětům. Jako jeden z prvních umělců v Československu upozorňoval na ekologické ohrožení světa, ovlivnil jej Eugen Gindl, který mu doporučoval knihu Limity růstu Massachusettského technologického institutu z roku 1972. Ta obsahovala prognózy čerstvě vzniklého Římského klubu, s Gindlovou pomocí knihu získal v podobě polského samizdatového překladu. Svou osobitou kosmologickou vizi opřel o vědecké poznatky z teorie vzniku a existence vesmíru, přičemž vytvořil originální uměleckou paralelu k vědě.
V mnoha svých dílech pracuje s podobnými symboly – hvězdička a křížek, plus a minus, narození a smrt, negativ a pozitiv, dobro a zlo.
Několik svých děl věnoval ruskému revolučnímu avantgardistovi Kazimirovi Malevičov i (Hrob pro Maleviče I-III (1996), Epitaf pro Maleviče (1998).

### Žánr
Sikora se od začátku tvorby věnoval konceptuálnímu umění ; cykly Topografie (1969), Z města ven (1970) Řezy civilizací (1972), Čas… prostor (1971-1974), Habitat (1975) a Pyramidy (1976-1977). V roce 1981 se zúčastnil kolaborativního díla Senza titolo poštovního umělce Petra Meluzina.
Koncem 70. a začátkem 80. let se Sikora začal věnovat grafice, s využitím fotografických technik, ofsetu a serigrafie produkoval díla Černá díra - Bílá díra (1979), V souřadnicích času a prostoru (1981), cykly Energie (1982-198) Antropický princip (1985-1987). V sedmdesátých letech se zabýval i uměním akce, zejména v rámci kolektivních aktivit v 1. otevřeném ateliéru.
V 90. letech tvořil kombinací fotografie, kresby a malby cykly Hroby suprematistů (1993-1994), Erby (1991-1992, Vítězné oblouky (1992).

## Dílo

### Samostatné výstavy
- 1989, Výstavní síň ZSVU (Umělecká beseda slovenská), Bratislava, Sikora
- 1993, ifa-Galerie, Berlín, Zerfall der Symbole
- 2006, Národní galerie Praha, Praha, Sám proti sobě
- 2008, Slovenská národní galerie, Bratislava, Sám proti sobě
- 2016, Galerie Umělka, Bratislava, Sám s fotografií

### Zastoupení ve sbírkách
- Institut umění v Chicagu, Chicago, USA
- Národní galerie ve Washingtonu, Washington DC, USA
- Kupferstich Kabinett, Stadtsgalerie Dresden, Drážďany, Německo
- Photosammlung Museum Ludwig, Kolín, Německo
- Galerie der Stadt Esslingen, Museum Bochum, Bochum, Německo
- Muzeum umění Houston, Houston, USA
- Národní galerie v Praze, Praha, Česko
- Slovenská národní galerie, Bratislava, Slovensko
- Artandconcept Gallery, Praha